# Kognitiv antropologi
Kognitiv antropologi är inriktning inom kulturantropologi och fysisk antropologi som studerar förhållanden mellan språk, kultur och kognition. Detta sker ofta genom nära samarbete med historiker, etnografer, arkeologer, lingvister, musikologer och andra specialister som arbetar med att beskriva och tolka kulturer.

## Historia
Kognitiv antropologi uppstod i samband med studiet av förhållandet mellan språk och tanke. På 1950-talet ville antropologer från Nordamerika förstå kognition utifrån sitt särskilda kulturella sammanhang, snarare än att försöka identifiera eller tala om universella kognitiva mönster.